# Bernart Alanhan de Narbona
Bernart Alanhan de Narbona est un troubadour du XIIIe siècle originaire de Narbonne.

## Biographie

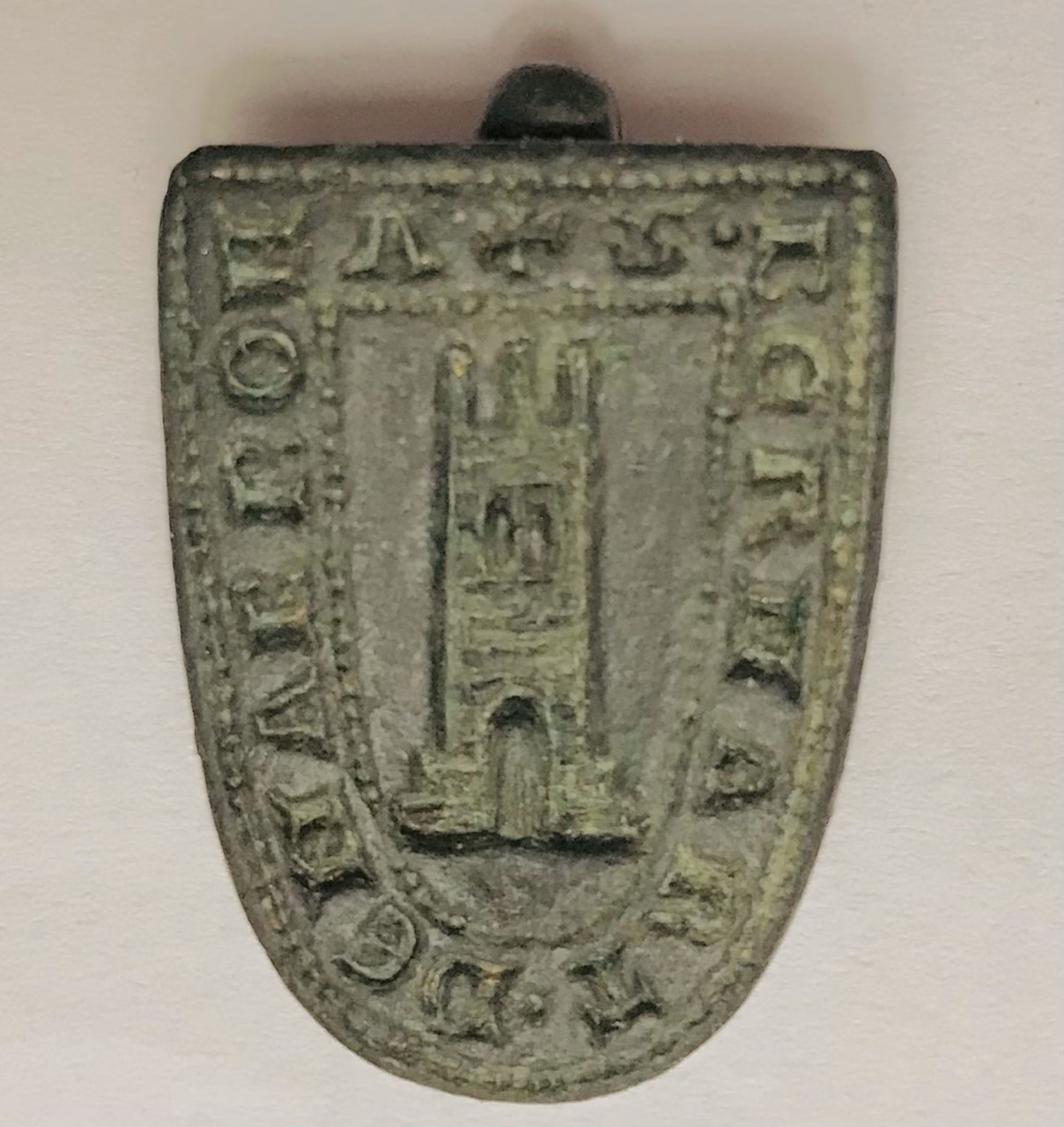
Matrice de sceau en bronze de Bernart de Narbona, trouvée à Tallard (Hautes-Alpes), en image inversée.

Le manuscrit 856 de la Bibliothèque nationale de France contient, sur quatre folios, une chanson pieuse de lui, un sirventès portant sur la perte de Jérusalem face aux cavaliers turcs du Khârezm en 1244. Pour Camille Chabaneau cette œuvre est postérieure à 1239, notant qu’il n’est pas possible de la faire remonter à la troisième croisade. Plus récemment, Linda Paterson en 2003 dans son étude sur les croisades et les lieux saints dans la poésie lyrique des troubadours mentionne Bernart Alanhan de Narbona en datant cette chanson comme étant postérieure à 1187. Une matrice de sceau en bronze, en forme d'écusson, inscrite " + S[igillum] Bernart de Narbona", trouvée à Tallard, semble indiquer, par le motif héraldique de la tour, qu'il était un militaire.

## Œuvre
Ci-dessous, une retranscription du début de la chanson de Bernart Alanhan de Narbona. Le 4e vers de la 3e strophe fait allusion à la perte de Jérusalem : Don perden la ciutatz sancta.
No puesc mudar qu'ieu non diga,

…/…

Quascus a far ben se triga 

E de mal far nulhs no s laissa, 

Don tenem via biayssa , 

E no ns remembra ges l'anta 

Ni 'ls greus turmens que Ihesus trays 

Entr' els vils felhs Juzieus savays. 

Lo mons es si cura la triga 

Que, miran se, sos natz layssa; 

Atressi erguelhs nos bayssa 

Don perden la ciutatz sancta 

On foram alegres e guays, 

Si el plazer de dieu fessem mays. 